# Riesengebirgsverein
Der Riesengebirgsverein (RGV) war ein Wander- und Traditionsverein mit Sitz in Düsseldorf, der durch Neugründung aus dem namensgleichen Verein mit Sitz im ehemals deutschen Hirschberg (heute Jelenia Góra) hervorgegangen ist. Da das Riesengebirge als konkretes Betreuungsgebiet fehlt, verfolgte der Verein eine überregionale Ausrichtung. Dieser war in das Vereinsregister des Amtsgerichts Düsseldorf eingetragen und wurde Anfang 2024 aufgelöst.

## Geschichte

### Gründung und erste Anfänge
Die Gründung erfolgte am 1. August 1880 von Theodor Donat (1844–1890) und einigen Honoratioren im schlesischen Hirschberg.
Zur selben Zeit war der Österreichische Riesengebirgsverein (ÖRGV) in Nachfolge des „Hohenelber Gebirgsvereins“ gegründet worden.
Erster Vorsitzender des Vereins wurde Carl Bassenge, der Bürgermeister von Hirschberg, der dem Verein bis 1889 vorstand.
Anfänglich bestand der Verein aus 14 Ortsgruppen mit 875 Mitgliedern. Die Ortsgruppen sind anders als die Sektionen des Alpenvereins keine eigenständigen Vereine unter einem Dachverein. In vielen Städten des Deutschen Reiches wurden solche Gruppen gegründet (z. B. Glogau, Grünberg, Breslau, Stettin, Posen (bis 1914), Berlin, Straßburg) und sogar außerhalb Deutschlands in New York, USA.

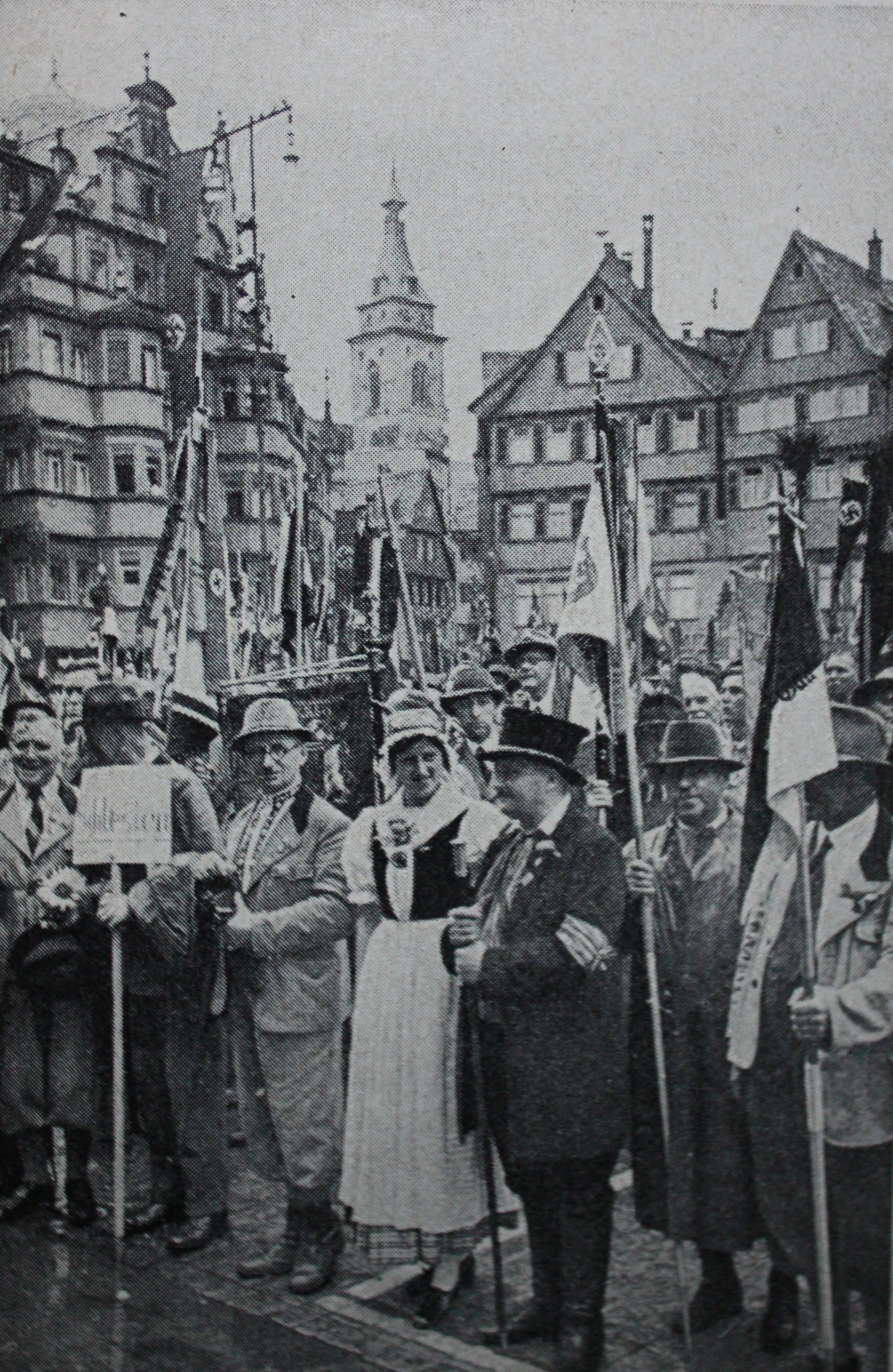
Eine Abordnung des RGV 1938 beim Deutschen Wandertag in Stuttgart

Von 1899 bis 1921 leitete Hugo Seydel den Verein als Vorsitzender, gefolgt bis 1923 von Karl Arthur Hartung.
Im Jahr 1925 erreichte die Organisation 16.000 Mitglieder in 92 Ortsgruppen.
Der Jahresbeitrag betrug zwei bis drei Mark und stellte die Haupteinnahmequelle dar, denn die staatliche Förderung war nur gering. Die Aktivitäten des RGV waren dennoch vielseitig.
Die vordringlichste Aufgabe lag in der Erschließung des Riesengebirges für den Tourismus. Viele ehrenamtliche Helfer legten über die Jahre im Gebirge und der Umgebung des Hirschberger Tals ein 3000 km langes Wegenetz an, brachten Wegmarkierungen an und trugen dazu bei, das Geschaffene zu erhalten.
Bei diesen Aktivitäten wurde auch dem Naturschutz ein sehr hoher Stellenwert eingeräumt und viele Mitglieder halfen tatkräftig, die Tier- und Pflanzenwelt des Riesengebirges zu schützen. Dies führte 1927 zur Gründung der „Schlesischen Bergwacht“, „die den Schutz der Heimat, besonders des heimischen Gebirges vor Schädigungen aller Art, Schutz und Erhaltung der Pflanzenwelt, Schutz der Tierwelt, Schutz des Gebirges selbst und seiner Wanderwege und der ‚guten Wandersitten‘“ zur Aufgabe hatte.
Auf die Initiative des RGV geht auch der Bau der Wetterwarte auf der Schneekoppe zurück, ebenso die Schaffung von insgesamt 20 preisgünstigen Jugendherbergen. Unter seiner Führung wurde das Riesengebirgsmuseum Hirschberg (poln.: „Muzeum Karkonoskie w Jeleniej Górze“) als erstes deutsches Heimatmuseum gegründet. Der Verein besaß auch eine eigene Bibliothek, die in enger wissenschaftlicher Zusammenarbeit mit der Universität Breslau geführt wurde.
1932 wurde der RGV nach einem Beschluss auf der 52. Hauptversammlung Mitglied im Deutschen Wanderverband.

### Zeit des Nationalsozialismus
Nach der nationalsozialistischen Machtergreifung wurden die unpolitischen Leitgedanken nicht lange aufrechterhalten. Im April 1933 bekannte sich der Hauptvorstand zur Politik Hitlers und war damit gleichgeschaltet.
1937 leitete Paul Blümel als Vorsitzender den Verein. Auf ihn folgte von 1938 bis 1940 Fritz Schmige.
1939 wurde der RGV beauftragt, den 48. Deutschen Wandertag, den Ersten Großdeutschen Wandertag, vom 13. bis 16. Juli in Hirschberg durchzuführen.
Nur wenig später begann mit dem deutschen Überfall auf Polen am 1. September 1939 der Zweite Weltkrieg, nach dessen Ende die deutsche Bevölkerung Schlesiens die Heimat und der Riesengebirgsverein sein Betreuungsgebiet verloren hatten.

### Nachkriegszeit und Wiederaufbau
Nach dem Krieg suchte der ehemalige Hauptschatzmeister Alfred Höhne den Kontakt zu anderen RGV-Mitgliedern und gab den Anstoß zur Wiedergründung. Diese erfolgte am 8. August 1951 beim zweiten Deutschen Wandertag nach dem Zweiten Weltkrieg in Iserlohn. Unterstützt wurde der Verein dabei vom Schwäbischen Albverein in Form einer bis zu seiner Auflösung bestehenden Patenschaft. Zu den ehemaligen Gründungszielen kamen verstärkt Geselligkeit und Förderung des Umweltbewusstseins hinzu. Damals gab es auch noch die Hoffnung, in die alte Heimat zurückkehren zu können.
Am 23. November 1984 wurde dem Riesengebirgsverein von Bundespräsident Richard von Weizsäcker die Eichendorff-Plakette verliehen.

### 21. Jahrhundert
Am 27. Januar 2024 wurde bei der Hauptausschuss-Sitzung in Halberstadt (Harz) die Auflösung des Hauptvereins mit sofortiger Wirkung beschlossen. Als Gründe wurden fehlende Nachbesetzungen der ehrenamtlichen Positionen und unklare Finanzierung angegeben. Zeitgleich hat sich die Ortsgruppe Görlitz als eigenständiger Verein mit dem Namen „Riesengebirgsverein Görlitz e. V.“ gegründet.

## Vereinsleben
Die Vereinszeitung, die von 1881 bis 1943 den Namen „Der Wanderer im Riesengebirge“ trug, wurde in „Der Wanderer im Riesengebirgsverein e.V.“ umbenannt. 
Nachdem das Riesengebirge noch eine große Bedeutung für den Verein hatte, stand es doch nicht mehr allein im Mittelpunkt. Neben der Bewahrung schlesischer Traditionen waren die Schwerpunkte des Vereins das Wandern und die Gemeinschaft. Die Programme der Ortswandergruppen reichten von Wanderungen im Riesen- und Isergebirge, in den Alpen und in den deutschen Mittelgebirgen bis hin zu Einsätzen zur Erhaltung und Verschönerung der Natur. Im Rahmen des Gesamtvereins wurde ein jährliches Mitgliedertreffen von einer der Ortsgruppen ausgerichtet. Außerdem war es für den Gesamtverein selbstverständlich, an den Deutschen Wandertagen teilzunehmen.

Auf seiner Homepage (inzwischen offline) schrieb der Verein: 

„Noch 60 Jahre nach seiner Vertreibung aus dem Betreuungsgebiet des Riesengebirges und seiner angrenzenden Gebirge hat er etwa 1000 begeisterte Mitglieder, und stetig kommen neue Wanderfreunde hinzu.“

Der RGV hatte eine Reihe von Ortsgruppen, die teils neu gegründet, teils (fast) ungebrochen die alte Tradition fortführten. Den traditionellen Schwerpunkt im Riesengebirge konnte der Verein „aus der Ferne“ nur bedingt setzen. Doch schrieb er:

„Haben wir Sie auf das Riesengebirge (polnisch Karkonosze, tschechisch Krkonoše) neugierig gemacht, und teilen Sie mit uns die Begeisterung für das Reich von Rübezahl, dann verbringen Sie doch dort Ihren nächsten Urlaub. Lernen Sie das schlesische Gebirge an der polnisch-tschechischen Grenze im Dreiländereck zwischen Deutschland, Polen und Tschechien kennen.“